# Hexatoma aequinigra
Hexatoma aequinigra là một loài ruồi trong họ Limoniidae. Chúng phân bố ở miền Cổ bắc.